# Jaume Llussà i Llorens
Jaume Llussà i Llorens (Manresa, 1961 o 1962 - Manresa, 28 d'abril de 2023) va ser un activista polític independentista català.

## Biografia
Va ser arrestat el desembre del 1981 en l'operació contra Terra Lliure i el moviment independentista, una ràtzia amb nombrosos detinguts dels quals restaren empresonats Llussà i Pere Bascompte i, finalment, condemnats a vuit mesos i nou anys respectivament en el que va ser el primer judici contra l'organització armada. En aquell judici se'ls acusava, entre altres coses, del segrest i escarment a Federico Jiménez Losantos, un dels signants del Manifest dels 2300, que rebé un tret al genoll i abandonà els Països Catalans tot seguit.
Va ser impulsor de l'Associació Veïnal del Barri Antic i de la seva Comissió de Joves, membre del col·lectiu ecologista Patinet, redactor de la revista Llamborda, i membre actiu de l'Associació d'Amics de la UNESCO i de l'Assemblea Nacional Catalana.